# Силвиле (Терамо)
Силвиле (итал. Silville) је насеље у Италији у округу Терамо, региону Абруцо.
Према процени из 2011. у насељу је живело 66 становника. Насеље се налази на надморској висини од 1 м.